# Ipuaçu
Ipuaçu là một đô thị thuộc bang Santa Catarina, Brasil. Đô thị này có diện tích 261,391 km², dân số năm 2007 là 6566 người, mật độ 24,3 người/km².